# Ana Justel
Ana María Justel Eusebio (Madrid, 27 de diciembre de 1967) es una investigadora matemática y doctora en Economía. En 2019 recibió el I Premio Margarita Salas a la mejor trayectoria científica.

## Trayectoria académica
Ana Justel se licenció en Matemáticas en 1990 por la Universidad Complutense de Madrid y en 1995 se doctoró en Economía en la Universidad Carlos III de Madrid con la tesis doctoral: «Algoritmos adaptativos de Gibbs Sampling para la identificación de heterogeneidad en regresión y series temporales», dirigida por Daniel Peña Sánchez de Rivera.
De 1990 a 1995 trabajó como Ayudante en el Departamento de Estadística y Econometría y en el Departamento de Economía de la Universidad Carlos III de Madrid. En el curso 1995-1996 fue Resecar Asóciate, Center for Operaciones Research and Econometrics (CORE) en la Universidad Católica de Lovaina  y desde el año 1996 al 2000 fue profesora titular de universidad interina en Estadística e Investigación Operativa en el Departamento de Matemáticas de la Facultad de Ciencias, en la Universidad Autónoma de Madrid (UAM).
Ana Justel enseña e investiga en el campo de la estadística matemática y en la estadística computacional.
Desde junio de 2000 es profesora titular de universidad del Departamento de Matemáticas de la UAM, donde también ejerció los cargos de Vicedecana de Relaciones Internacionales e Institucionales de la Facultad de Ciencias (2000-2003), Coordinadora de Programas de Intercambio y Movilidad de la Facultad de Ciencias (2003-2017) y Directora de la Oficina de Análisis y Prospectiva (2006-2017).

## Trayectoria investigadora
Sus líneas de investigación incluyen tanto la estadística teórica como la aplicada. Ha publicado numerosos artículos: más de 28 en revistas JCR, y más de una docena en otras revistas nacionales e internacionales.
Ha realizado numerosas estancias de investigación, entre otras: En el ISDS (Institute of Statistics and Decision Sciences ), Duke University. North Carolina, USA, (julio de 1993 - enero de 1994), en la CREST, ENSAE (Ecole Nationale de Statistique et l'Administration Economique ), INSEE. París, (agosto de 1994. Abril-junio de 1999), en el CORE (Center for Operations Research and Econometrics ), Université Catholique de Louvain . Bélgica, (octubre de 1995 - septiembre de 1996), en los Departamentos de Estadística de la Pontificia Universidad Católica de Chile. Santiago de Chile, (agosto de 1998) y la Universidad Nacional de Trujillo. Perú, (agosto de 1998), en el Departamento de Matemáticas, Universidad de San Andrés. Buenos Aires. (mayo de 2005, abril de 2006, marzo de 2007, septiembre de 2007, octubre de 2010, febrero de 2012, junio de 2017) y en el Campamento Byers, dependiente de la Base Antártica Española Juan Carlos I. Isla de Livingston, Continente Antártico, (febrero de 2003. Diciembre de 2003-enero de 2004. Febrero de 2006. Diciembre de 2008. Enero de 2013. Febrero de 2016. Febrero de 2018. Enero de 2019)
Ha dirigido varios proyectos relacionados con el desarrollo de nuevas metodologías estadísticas para el análisis de indicadores de sostenibilidad. Colabora con varios grupos de investigación en problemas ambientales, en particular ha participado desde 2003 en campañas del Programa de Investigación Española en la Antártida como miembro del proyecto Limnopolar, con el que inició su colaboración en 1997, lo que le ha valido el sobrenombre de «Lady Byers». En la actualidad codirige con el biólogo Antonio Quesada el proyecto Microairpolar.

### Investigaciones Polares

#### Proyecto Limnopolar
El Proyecto Limnopolar es un proyecto interdisciplinario de investigación en limnología que se desarrolla en la Antártida, Península Byers (Isla Livingston, islas Shetland del Sur, Antártida), un lugar especialmente protegido por la gran diversidad ecológica existente. Está financiado por el Plan Nacional de I+D+I con el objetivo de investigar la sensibilidad de los ecosistemas acuáticos antárticos no marinos ante el cambio climático. Para ello estudian los factores bióticos y abióticos, y sus relaciones con las variables ambientales o climáticas.
La primera campaña del Proyecto Limnopolar tuvo lugar en el invierno austral 2001-2002 y en él participaron más de 20 investigadores nacionales pertenecientes a la Universidad Autónoma de Madrid, Universidad de Valencia, Centro de Estudios Hidrográficos del CEDEX, Instituto Nacional de Meteorología, y la Universidad de Castilla-La Mancha. También colaboraron investigadores de universidades extranjeras como la Université Laval (Canadá), University of Tasmania (Australia), University of Salzburgo (Austria) o la University of Liege (Bélgica).
Ana Justel participó en siete campañas de este proyecto, desde 2003 hasta 2018, y su trabajo se centró en colaborar en la toma de muestras y en modelizar y resolver los problemas estadísticos: "El tratamiento matemático que yo doy a los problemas que se me presentan es, obviamente, el estadístico, lo que sé hacer. Nosotros tomamos muchas muestras que cuesta convertir en datos; una vez en formato número, la estadística es una herramienta fundamental para el análisis y la extracción de conclusiones".

#### Proyecto Microairpolar
Ana Justel dirige con el biólogo Antonio Quesada el proyecto Microairpolar. 
El proyecto, financiado por la Agencia Estatal de Investigación, se inició en 2017 con el objetivo de estudiar la capacidad de dispersión de los microorganismos en las zonas polares, donde el cambio climático está propiciando procesos de desglaciación que favorecen la aparición de nuevas superficies colonizables en zonas que han estado cubiertas de hielo durante miles de años. Así, en febrero de 2018, un grupo multidisciplinar de investigadores de la Universidad Autónoma de Madrid (UAM) y la Agencia Estatal de Meteorología (AEMET), liderado por Ana Justel y Antonio Quesada, emprendieron la expedición científica a bordo del Buque de Investigación Oceanográfica Hespérides, rumbo a la Antártida.
Con el fin de estudiar cómo se inician esas nuevas formas de vida, utilizaron por primera vez un colector de partículas para comprobar si pudo haber sido el aire el que permitió que los microorganismos colonizaran el suelo una vez que los glaciares se retiraron de BYTES para capturar y estudiar el contenido del aire sin ninguna injerencia, en el proyecto Tecnologías se desarrollaron específicas  tecnologías específicas que permitieron, por ejemplo, utilizar «El Trineo del viento», vehículo «cero emisiones», o técnicas estadísticas avanzadas y de computación masiva de datos. El reto matemático fue modelizar la conexión entre los microorganismos encontrados en el aire y los estudios de biodiversidad que se han realizado en Byers en los últimos años.
Ana Justel explicó así su trabajo: “La identificación de los microorganismos encontrados en los muestreos de campo se realizará mediante modernas técnicas de secuenciación masiva del material genético. La utilización de complejos programas de modelización atmosférica y el diseño de nuevos Algoritmos de clasificación para big data permitirá construir un mapa de dispersión de Aero navegantes combinando las retro trayectorias de las masas de aire con los propágulos capturados in-situ”.
En una entrevista concedida a la RSME en diciembre de 2019 declaró: "Estamos desarrollando un proyecto que requiere mucho trabajo de campo y laboratorio, nuevos métodos estadísticos, modelos meteorológicos, ingeniería y mucha computación para estudiar la dispersión de los microorganismos en las regiones polares, que son tan importantes en el escenario actual de cambio climático. Aunque entré en el proyecto para dar soporte en el análisis de los datos, en seguida me impliqué en todos los aspectos de la investigación y ahora participo tanto en el diseño de los experimentos, como en la recogida de los datos en el campo, e incluso en el diseño de nuevos instrumentos para poder tener datos. Con este proyecto me he convertido en una investigadora verdaderamente multidisciplinar".

## Publicaciones
Ha publicado numerosos artículos en revistas JCR y en revistas nacionales e internacionales. Además ha compaginado sus labores académicas de docencia, gestión e investigación con una participación activa en tareas de divulgación, publicando artículos y participando en entrevistas y proyectos de comunidades educativas, entre los que se encuentran:

### Artículos de divulgación sobre su trabajo de investigación
- Ana (2004). Gibbs Sampling, Ana Justel. En An Eponymous Dictionary of Economics - A Guide to Laws and Theorems Named after Economists (eds. J Segura y C. Rodríguez Braun). Edward Elgar, Chentelham, UK and Northampton, MA, USA.[21]
- Justel, Ana y Durán, Juan José (2004). La Península Byers, un lugar excepcional de la Antártida: El medio físico (I) . Terralia, 42-78-89[22]
- Justel, Ana y Durán, Juan José (2004). La Península Byers, un lugar excepcional de la Antártida: Fauna y Flora (II). Terralia, 45-80-89[23]
- Justel, Ana y Durán, Juan José (2005). La Península Byers, un lugar excepcional de la Antártida: La vida en el campamento Byers (III). Terralia, 48, 80-91[24]
- Justel, Ana (2008). Un día en Byers. Revista Andalucía investiga, 48, 28-29[25]
- Justel, Ana (2010). Statistics and Sustainability in Spain. BEIO (Boletín de Estadística e Investigación. Operativa), editado por SEIO, ISSN 1889-3805[26]

### Proyectos de comunidades educativas
- Entrevistas a Matemáticos de la Comunidad de Madrid por estudiantes de bachillerato: Entrevista a Ana Justel, editado por ICMAT e IES Beatriz Galindo, ISBN. 9788469226414. Mayo, 2009.[27]
- Vientos del cole: Ana, una mujer investigando la Antártida. 2009.[28]
- Un espejo en que mirarte: Carta de Ana Justel. Editores: Esther Diáñez y José Manuel Escobedo. CEIP Atalaya (Atarfe, Granada).[29]

## Premios y reconocimientos
- 1996. Beca Marie Curie Fellow. TMR Fellowship, nivel 30 postdoctoral. Concedida por la Comisión Europea dentro del programa Training and Mobility of Researchers Programme.[19]
- 2002-2008 Editora Asociada de la revista científica TEST, editada por la Sociedad Española de Estadística e Investigación Operativa (SEIO).[5]

- 2006- 2013 Vicepresidenta del Comité Científico del Observatorio de la Sostenibilidad en España.[5]
- 2019. I Premio Margarita Salas a la Mejor trayectoria científica, otorgado por Talent Woman,[2] una iniciativa que pretende amplificar la voz y el trabajo de las mujeres en los diferentes ámbitos STEAM (Science, Technology, Engineering, Arts and Mathematics).[30]